# Stockholms-Tidningens klocka

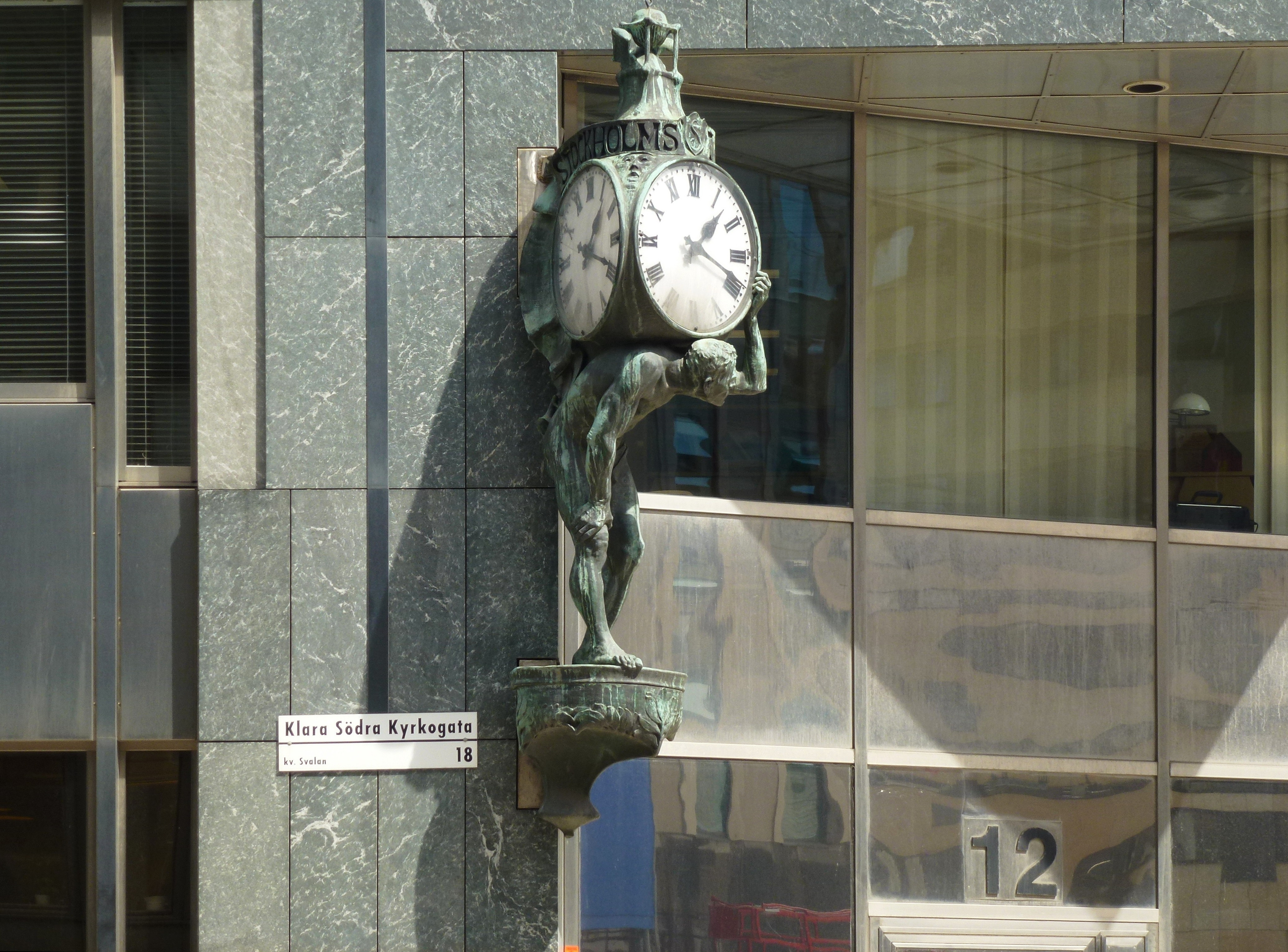
Den gamla Stockholms-Tidningens klocka från 1903 finns nu på det nya kontorshuset vid hörnet av Vattugatan 12 och Klara södra kyrkogata 16, juli 2012.

Stockholms-Tidningens klocka är ett ur och en skulptur i hörnet av Vattugatan 12 och Klara södra kyrkogata på Norrmalm i Stockholm. Skulpturen skapades 1903 av Gottfrid Larsson och urverket levererades av Linderoths urfabrik.

## Beskrivning

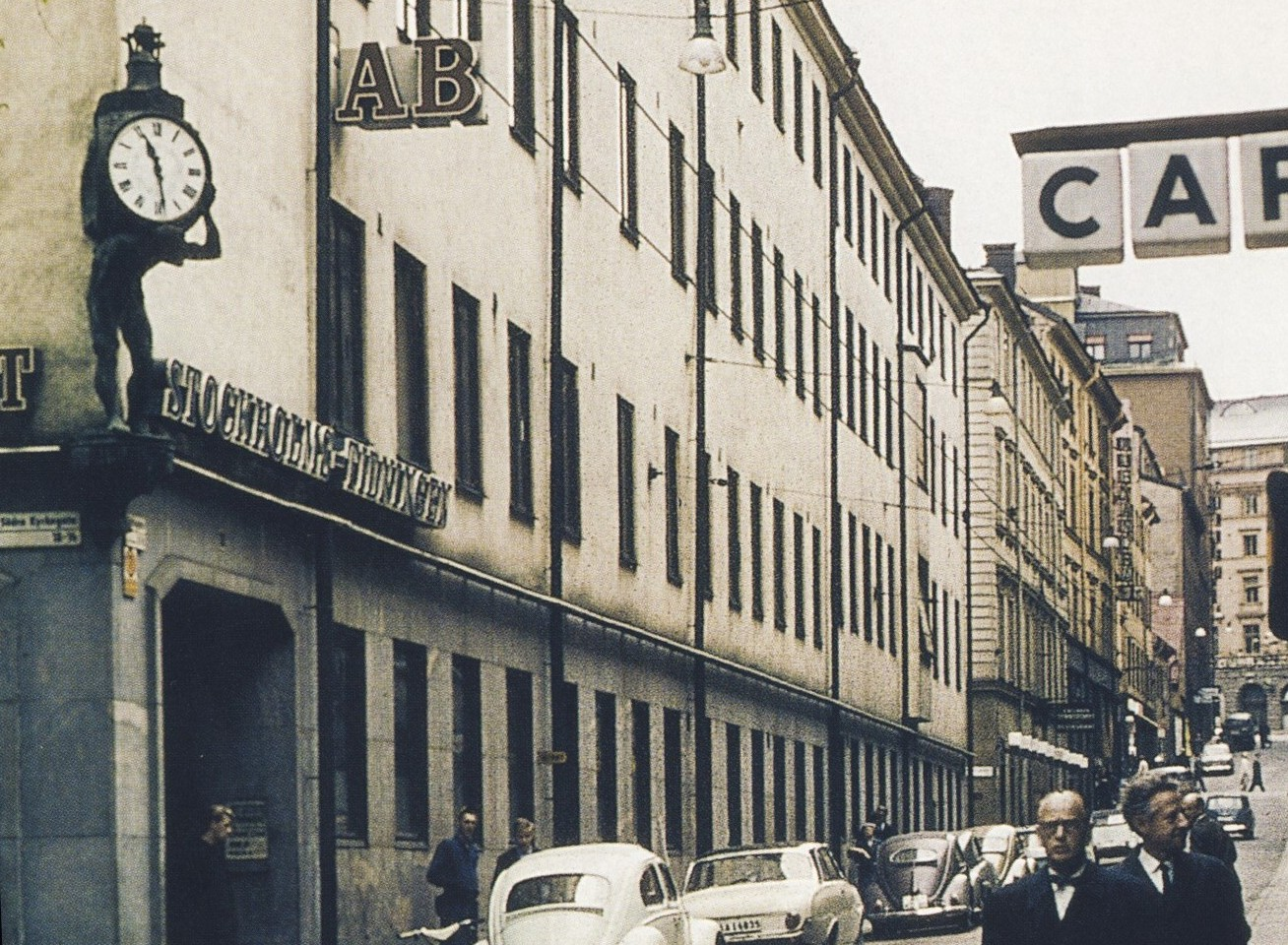
Klockan på sin ursprungliga plats 1964.

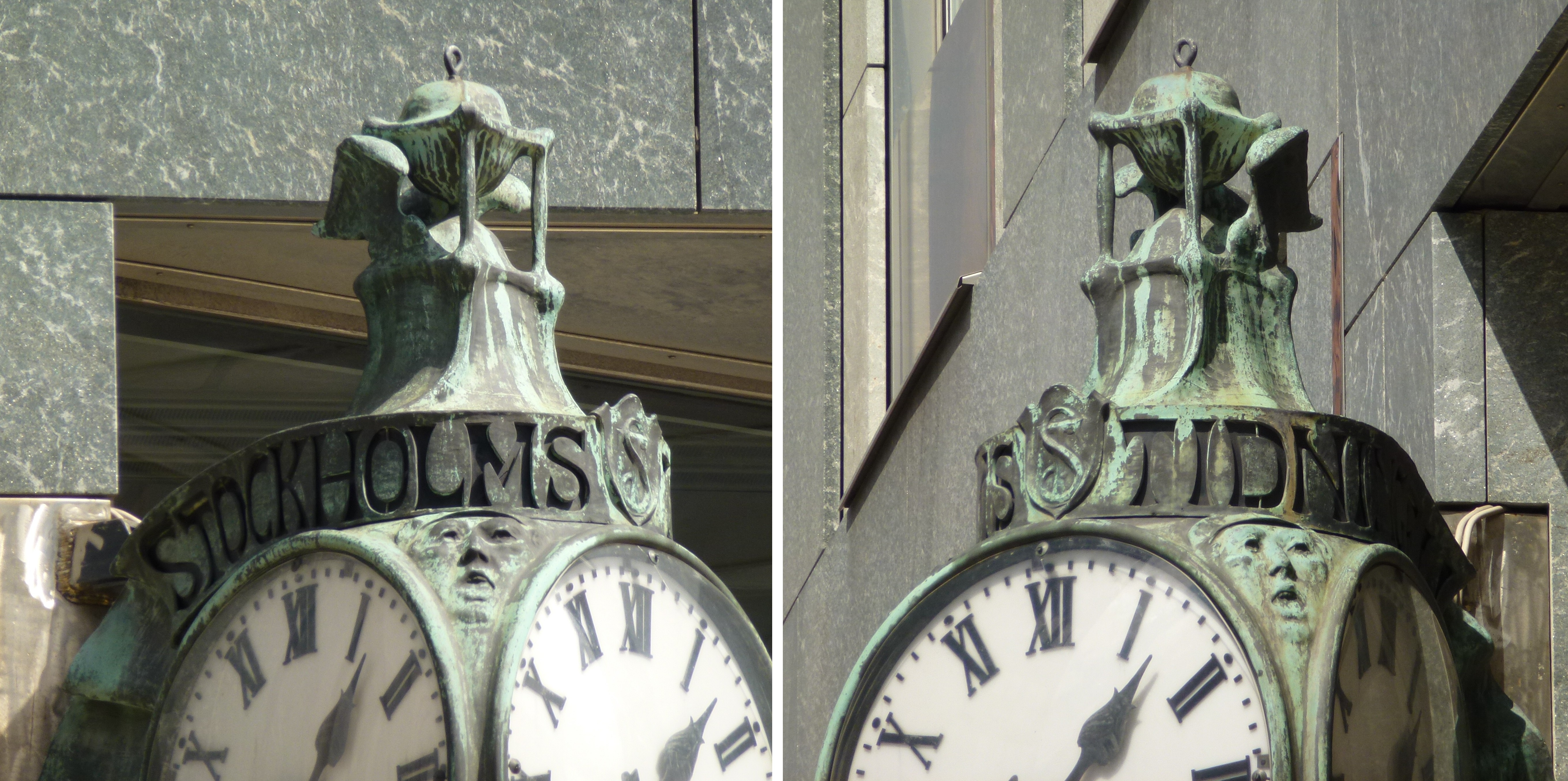
Detaljer.

Ett av Linderoths ur är det enda som är kvar från tidningserans tid i Klarakvarteren. Det är Stockholms-Tidningens gamla klocka från 1903, gestaltad som en skulptur av Gottfrid Larsson och som finns i hörnet av Vattugatan 12 och Klara södra kyrkogata 16. I början av 1950-talet ombyggdes Stockholms-Tidningens byggnad längs Vattugatan efter ritningar av Ivar Tengbom.
Mannen som tungt bär på den tresidiga klockan är gjuten i brons av AB Förenade Konstgjuterierna i Stockholm och formgiven av skulptören Gottfrid Larsson. AB Förenade konstgjuterierna var en sammanslagning mellan Otto Meyer & Co (Meyers konstgjuteri), som hade grundats 1875 av Otto Meyer, och ett annat konstgjuteri. Klockan kröns av en banderoll med texten Stockholms Tidningen och ett timglas i brons. I detta kvarter, kvarteret Svalan, hade de båda tidningarna Aftonbladet och Stockholms-Tidningen sina tryckerier och sina redaktioner. Aftonbladet och Stockholms-Tidningens byggnad revs i slutet av 1980-talet. Det nuvarande kontorskomplexet uppfördes i början av 1990-talet för försäkringsbolaget AMF och invigdes i oktober 1994. Gottfrid Larssons skulptur från 1903 med klockan i brons sattes upp i samma hörn och pryder fortfarande hörnet i det nya kontorshuset.

## Citat
Vid avtäckningen den 1 januari 1903 kunde man läsa bland annat följande i Stockholms-Tidningen:
| ” | I går eftermiddag, på fjortonde årsdagen af Stockholms-Tidningens tillvaro, aftäcktes ett vackert konstverk, som Stockholms-Tidningen låtit uppsätt[a] på sitt hus vid Stora Vattugatan. Konstverket, som har sin plats i hörnet af Stora Vattugatan och Klara Södra Kyrkogata, framställer en kraftig, muskulös man, på sina skuldror uppbärande ett större urverk […] Urtavlan, tre till antalet, upplysas med lampor från Stockholms-Tidningens eget elektricitetsverk. | „ |